# Music-Pictures Group III
Music-Pictures Group III is een compositie van John Foulds, die grote gelijkenis vertoont met de Schilderijententoonstelling van Modest Moessorgski.
Beide werken vertalen schilderijen naar muziek; beide werken zijn in eerste instantie voor piano solo gecomponeerd en later getransformeerd naar werk voor orkest. Foulds verzorgde in tegenstelling tot de Rus zelf de orkestratie.

## Delen
- The Ancient of Days van William Blake
- Colombine van Afred Louis Brunet-Debaines ; ongeveer uit 1906
  - in dit deel het voor Foulds zo typische gebruik van kwarttonen in het middelste deel; het gehele deel heeft een A-B-C-B-A-constructie;
- Old Greek Legend van John Martin
  - geschreven in een oude Griekse toonsoort: het Frygisch
- The Tocsin van Paul-Emile Boutigny

De première vond plaats in Queen's Hall in 1912 onder leiding van Henry Wood in het kader van de Proms. Na nog eenmaal uitgevoerd te zijn in 1913 verdween het in de la om er pas in de 21e eeuw weer uit te komen, als men het leven van de componist en zijn werken probeert te reconstrueren.

## Bron en discografie
- Uitgave Warner Classics: City of Birmingham Symphony Orchestra o.l.v. Sakari Oramo